# Hemipterodes curviplena
Hemipterodes curviplena là một loài bướm đêm trong họ Geometridae.